# Байо, Робер
Робер Жан Юбер Байо (фр. Robert Jean Hubert Bayot; 4 сентября 1915, Схарбек — 1964) — бельгийский фехтовальщик-саблист, призёр чемпионата мира.

## Биография
Родился в 1915 году. В 1947 году стал серебряным призёром чемпионата мира. В 1948 году принял участие в Олимпийских играх в Лондоне, но там бельгийские саблисты стали лишь 4-ми.  В 1952 году принял участие в Олимпийских играх в Хельсинки, но там бельгийские саблисты стали лишь 5-ми.